# ソー・クルーエル
「ソー・クルーエル」（So Cruel）は『アクトン・ベイビー(Achtung Baby)』に収録されているU2の楽曲である。

## 概要
ベルリンのハンザスタジオでのセッションを終えた後、バンドは1991年の2月ダブリン郊外のダルキーのElsinoreにひと月1万ポンドの家賃で家を借りてレコーディングを再開した。家や屋敷や城といったレコーディングのシチュエーションがアルバムに雰囲気をもたらすというラノワの意向に沿った形である。そこでフラッドがある曲に取り組んでいて、その初期のヴァージョンを聴くためにリールを変えた時、不意にボノがギターを手に取って歌い始めた。他のメンバーもそれに加わり、やがて曲の原型が出来た。
最初はDVD『From The Sky Down』で披露されているようなアコースティック曲で、エッジがアコースティックギター、アダムがアコースティックベース、ラリーがバウロン（アイルランドの太鼓）を弾いており、あまりにも古臭く、ロイ・オービソンの曲のようで、とてもではないがアルバムに収録できるとは思えなかったのだが、フラッドが一晩で手を加えて曲を生まれ変わらせ、さらにDuchess Nell Catchpoleが呼ばれ、ヴァイオリンとヴィオラを加えた。ストリングス・アレンジメントはエッジとイーノである。テクノロジーの力をまざまざと見せつけられた1曲ということである。
歌詞はエッジ離婚問題に影響されていて、ボノはエッジの心の痛みを歌詞の中に込めた。が、それはあくまでも1要素であり、求められない愛情、嫉妬、強迫観念、所有欲がこの曲のテーマである。歌詞を書くにあたってはスコット・ウォーカーの影響を受けているということである。

## ライブ
Zoo TVツアーではわずか3回しか演奏されなかった。観客受けが悪かったのだ。その後、『From The Sky Down』でボノによるアコースティックヴァージョンが披露され、その後、2023年から2024年にかけてラスベガスのスフィアで行われた『U2:UV Achtung Baby Live At Sphere』では、セットリストに入り、バンド形式で演奏された。